# Jocurile Olimpice de vară din 1904
A III-a ediție a Jocurilor Olimpice  s-a desfășurat la Saint Louis, statul Missouri, Statele Unite ale Americii în perioada 1 iulie - 23 noiembrie 1904.
Rezultatele bune obținute de sportivii americani la primele două ediții ale Jocurilor Olimpice au determinat CIO să desemneze în 1901, orașul Chicago drept gazda JO din 1904 dar Jocurile au fost mutate la Saint Louis, pentru că în acel an se împlinea un secol de la intrarea Luisianei în Uniune.

## Caracterizare generală
- Jocurile Olimpice din anul 1904 au fost dominate copios de către americani, care au acumulat un număr total de 246 de medalii din 280 posibile. Cu un procent de 87,85% de medalii câștigate, s-ar părea că evenimentul sportiv ar fi fost similar cu niște campionate naționale ale Uniunii. O astfel de polarizare a fost unică în istoria Jocurilor Olimpice, nefiind niciodată repetată.
- Atleți înscriși: 651.
- Sporturi din program: 17 (95 competiții). Atletism; Fotbal; Canotaj; Ciclism; Gimnastică; Golf; Lacrosse; Lupte; Baschet; Box; Rackets; Scrimă; Haltere; Sporturi nautice; Tenis; Frânghie; Tir cu arcul.

## Sporturi olimpice
| - Atletism - Baschet (demonstrativ) - Box - Canotaj - Ciclism | - Fotbal - Golf - Gimnastică - Haltere - Lacrosse | - Lupte - Lupte cu odgonul - Natație - Roque - Polo pe apă | - Sărituri în apă - Scrimă - Tenis de câmp - Tir cu arcul |

## Evenimente marcante
- Atletul americanul Archie Hahn a stabilit la 200 m un record (21,6 secunde) ce va dăinui 28 de ani. De asemenea, el a fost triplu campion olimpic la 60 m, 100 m și 200 m.
- Gimnastul american George Eyser a câștigat șase medalii deși piciorul stâng era din lemn.

## Clasamentul pe medalii
Legendă
      Țara gazdă
| Loc                | Țară                             | Aur | Argint | Bronz | Total |
| ------------------ | -------------------------------- | --- | ------ | ----- | ----- |
| 1                  | Statele Unite ale Americii (USA) | 78  | 82     | 79    | 239   |
| 2                  | Germania (GER)                   | 4   | 4      | 5     | 13    |
| 3                  | Cuba (CUB)                       | 4   | 2      | 3     | 9     |
| 4                  | Canada (CAN)                     | 4   | 1      | 1     | 6     |
| 5                  | Ungaria (HUN)                    | 2   | 1      | 1     | 4     |
| 6                  | Marea Britanie (GBR)             | 1   | 1      | 0     | 2     |
| 6                  | Echipa mixtă (ZZX)               | 1   | 1      | 0     | 2     |
| 8                  | Grecia (GRE)                     | 1   | 0      | 1     | 2     |
| 8                  | Elveția (SUI)                    | 1   | 0      | 1     | 2     |
| 10                 | Austria (AUT)                    | 0   | 0      | 1     | 1     |
| Total (10 CON-uri) | Total (10 CON-uri)               | 96  | 92     | 92    | 280   |

## România la JO 1904
România nu a participat.